# Galgo (cóctel)
El Galgo, también conocido por su nombre inglés, Greyhound, es un cóctel que consta de jugo de pomelo y ginebra o vodka, mezclado y servido sobre hielo. Si el borde del vaso ha sido salado, la bebida se llama Perro Salado (Salty dog). De garnish se usa un twist de limón.

## Historia
La primera mención conocida de un cóctel de esta descripción se encuentra en el libro de cócteles Savoy del cantinero y autor Harry Craddock de 1930. Craddock describe su receta como "... una variación del Cóctel de pomelo ...", lo que sugiere que tales cócteles ya estaban en uso común antes de que se escribiera su libro. Su receta consiste en nada más que ginebra, jugo de toronja y hielo.
Una receta para un cóctel similar con el nombre "Greyhound" aparece en la revista Harper's en 1945 (volumen 191, página 461) así: "Los cócteles estaban hechos de vodka, azúcar y jugo de toronja en conserva - un galgo. Este cóctel fue servido en la popular cadena de restaurantes de Greyhound que estaba ubicada en las terminales de autobuses, llamada 'Post House' ".
Antes de 1945, el vodka era un espíritu poco común y la mayoría de las bebidas que consideramos hoy en día como "cócteles clásicos" y que requieren vodka, originalmente habrían contenido ginebra. A medida que la popularidad del vodka creció después de la Guerra y la popularidad de la ginebra disminuyó, muchos de los cócteles populares persistieron, aunque el vodka sustituyó a la ginebra. El más notable de estos es el Martini que, antes de 1945, siempre se habría hecho con ginebra.
La razón por la que la mayoría de los cócteles durante y justo después de la prohibición se prepararon con bordes salados o azucarados es porque la calidad de las bebidas para adultos no era tan atractiva. Además, más actualmente, tanto los galgos como los perros salados se ordenan / hacen con mayor frecuencia con vodkas y no con ginebras. La causa principal de esto es para las preferencias de sabor y para servir a un mercado más amplio.

## Variantes
- Perro salado: se sala el borde del vaso.

- Dálmata: se le agrega sirope de pimienta negra y se usa vodka exclusivamente.

- Galgo italiano: se usa Campari y vodka exclusivamente.[2]